# 이즈카 겐타
이즈카 켄타(猪塚　健太, 1986년 10월 8일 ~ )는 일본의 배우이다.
아이치현 세토시 출신이다. 아뮤즈에서 극단 프레스티지 소속. 추쿄대학 부속 중경고등학교를 졸업했다.

## 약력
- 2009년 3월에 대학을 졸업했다. 학업과 병행하여 연애 활동을 하고 있었다.
- 2008년 4월부터 방송된 《토미카히어로 레스큐포스》의 R1(R1 맥스)/히카루 역으로 출연해 지명도를 올렸다.
- 특기는 축구, 액션, 수영, 육상(허들)이다.
- 《토미카히어로 레스큐포스》의 크랭크인 전에 다리를 골절 볼트를 끼워 촬영에 임하고 있었다. 기이하게도 작품의 영화 버전에서 공연한 후지오카 히로시도 한때 비슷한 경험을 했다.

## 출연작

### 드라마
- 쾌감 직공 (2006년, TV 아사히)
- 휴대폰 소녀 (2007년, 독립 UHF) 하야토 역
- 토미카히어로 레스큐포스 (2008년, TV도쿄) - R1(R1 맥스)/히카루 역
- 토미카히어로 레스큐파이어 (2009년, TV도쿄) - R1(R1 맥스)/히카루 역
- 코레는 개미입니까? (2010년, 일본TV)
- 토요일 시대극 은밀 팔 백팔 마을 제5화 (2011년 2월 5일, NHK) - 사부로 역
- 용사 요시히코와 마왕의 성 제8화 (2011년 8월 27일, TV도쿄)
- 솔개 제7화 (2013년 2월 24일, TBS)
- 동창생, 사람은 세번, 사랑한다 (2014년 7월-9월 TBS)-참 역
- 이 미스터리가 굉장히 ! 베스트 셀러 작가의 도전장" 리케죠 탐정 아마 레버러토리" (2015년 11월 30일 TBS) - 하나 츠카 유우 역
- TV 아사히 채널 방영 절대 BL이 되는 세계 VS 절대 BL이 되고 싶지 않은 남자 2 (絶対BLになる世界VS絶対BLになりたくない男 2) - 이가라시 역 (2022년)

### 영화
- 자양화 이야기 (2007년)
- 토미카히어로 레스큐포스 폭렬 MOVIE 마하 트레인을 구조하라 ! (2008년) R1(R1 맥스)/히카루 역
- 폭주! 토미카히어로 그랑프리 (2008년) R1(R1 맥스)/히카루 역
- 오오쿠 (2010년)

### 무대
- BELL + UP Company 《재설정 3.2.1》 ... (2010년 2월 2일 ~ 7일)
- DHE @ stage 프로듀스 공연 《백호 더 아이돌》 (2010년 3월 20일) 이야기꾼 역
- c-clock/DHE @ Stage 프로듀스 연극 집단 어반 포레스트 공연 《한밤의 취조실》 (2010년 6월 4일) 다이스케 역
- 극단 프레스티지 창단 공연 《펜슬 빌딩》 (2010년 10월 23일 ~ 31일) 크랜베리 역
- 뮤지컬 테니스의 왕자님 2nd 시즌 (2011년) 마키오 아키라 역
- 배고픔 펭귄! 제17회 공연 〈사랑의 개미 지옥〉 (2011년 7월 7일 ~ 18일)
- 극단 프레스티지 제3회 공연 《〈제쯔보 장〉보다 사랑을 담아》(2011년 11월 22일 ~ 12월 6일)
- *pnish* 프로듀스 《괴물 상자》 (반복) (2012년 시부세키) 엔도 사토루 역
- 극단 프레스티지 예외 공연 《심령 항공편! ~열심히 7명의 초능력 자와 후 몇 사람~》 (2012년 3월 2일 ~ 6일)
- 《정신적인 제1일》(2012년 6월 13일 ~ 7월 18일)
- 극단 프레스티지 제4회 공연 《Have a good time?》(2012년 8월 17일 ~ 9월 7일)
- 오구라 히사 히로 홀로 서기 공연 vol.4 《지요코레 · 이트 ~비타인 어른의 러브 코메디~》 (2013년 2월 6일 -17일 아카사카 RED)
- 극단 프레스티지 제5회 공연 《유령 늦은》(2013년 4월 19일 - 29일)

### 이벤트
- THE GAME ~Boy's flim show~ (2010년 8월 2일 - 4일 고탄다 · 유포토홀, 8월 13일 - 15일 오사카 미엘파크홀)
- 어뮤즈 제작 SUPER 잘 생긴 LIVE 2011 (2011년 12월 26일 - 28일 파시피코 요코야마 국립대홀)
- 어뮤즈 제작 SUPER 잘 생긴 LIVE 2012 (2012년 12월 26일 - 28일 파시피코 요코야마 국립대홀)

### CF
- 미츠야 사이다 (2007년)
- AOKI (2007년)
- 모바이토 닷컴 (2007년)
- 히로시마공업대학교 (2007년)
- 레이디 보덴 (2008년)
- 카오 (2008년 - 2009년)
- NEC 나비엘 (2010년)
- 리아도레 (2011년)
- 노프 (2012년)

### PV
- Peridots 「9월 소다」
- 아시아 엔지니어 「아무말도 않고 -마지막 고백-」
- weaver '샤인'